# Čeng Lung
Čeng Lung (čínsky pchin-jinem Zhèng Lóng, znaky zjednodušené 郑龙, tradiční 鄭龍; * 15. dubna 1988, Čching-tao, Šan-tung) je čínský fotbalový záložník a reprezentant, v současné době působí v čínském klubu Kuang-čou Evergrande FC.

## Klubová kariéra
- Qingdao Jonoon FC 2006–2013
- →  Kuang-čou Evergrande FC (hostování) 2013
- Kuang-čou Evergrande FC 2014–

## Reprezentační kariéra
V A-mužstvu Číny debutoval 18. 7. 2009 v zápase proti Palestině (výhra 3:1).

## Úspěchy

### Klubové
Kuang-čou Evergrande FC
- 3× vítěz Chinese Super League (2013, 2014, 2015)
- 2× vítěz Ligy mistrů AFC (2013, 2015)